# 長崎県道205号日ノ坂瀬川港線
長崎県道205号日ノ坂瀬川港線（ながさきけんどう205ごう ひのさかせがわこうせん）は、長崎県西海市を通る一般県道である。

## 概要
西海市大瀬戸町瀬戸下山郷から西海市西彼町小迎郷に至る。

### 路線データ
- 起点：西海市大瀬戸町瀬戸下山郷（長崎県道12号大瀬戸西彼線交点）
- 終点：西海市西彼町小迎郷（小迎交差点、国道202号・国道206号交点）
- 総延長：12.6 km

## 路線状況

### 重複区間
- 長崎県道122号七釜西彼線（西海市西海町西海町中浦南郷）

## 地理

### 通過する自治体
- 西海市

### 交差する道路
| 交差する道路                         | 交差する場所       | 交差する場所      |
| ------------------------------------ | ------------------ | ----------------- |
| 長崎県道12号大瀬戸西彼線             | 大瀬戸町瀬戸下山郷 | 起点              |
| 長崎県道122号七釜西彼線 重複区間起点 | 西海町中浦南郷     |                   |
| 長崎県道122号七釜西彼線 重複区間終点 | 西海町中浦南郷     |                   |
| 西彼杵広域農道 / 西海オレンジロード  | 西彼町八木原郷     |                   |
| 国道202号 国道206号                  | 西彼町小迎郷       | 小迎交差点 / 終点 |

### 沿線
- 西海市立西彼北小学校（終点付近）